# Prince de Montfort

Grandes armoiries de Jérôme Bonaparte, 1er prince de Montfort.

Prince de Montfort est un titre de courtoisie porté par plusieurs membres de la maison Bonaparte.
Ce titre fait référence à l'ancien comté de Montfort et a été créé en 1816, avec un rang princier, par le roi Frédéric Ier de Wurtemberg au profit de son gendre, Jérôme Bonaparte, pour le dédommager de la perte de l'éphémère royaume de Westphalie (1807-1813).

## Princes de Montfort
- Jérôme Bonaparte, 1er prince de Montfort, à partir de 1816 ;
- Jérôme Napoléon Charles Bonaparte, fils aîné du précédent, comme titre de courtoisie ;
- Napoléon Joseph Charles Paul Bonaparte, frère du précédent, 2e prince de Montfort.
- Victor Napoléon Bonaparte, fils du précédent, 3e prince de Montfort.